# Vélez
Vélez là một khu tự quản thuộc tỉnh Santander, Colombia. Thủ phủ của khu tự quản Vélez đóng tại Vélez Khu tự quản Vélez có diện tích 250 ki lô mét vuông. Đến thời điểm ngày 28 tháng 5 năm 2005, khu tự quản Vélez có dân số 20340 người.